# Koogi (Jõelähtme)
Koogi is een plaats in de Estlandse gemeente Jõelähtme, provincie Harjumaa. De plaats heeft de status van dorp (Estisch: küla).
De Jägalawaterval ligt op de grens tussen de dorpen Jägala-Joa en Koogi.

## Bevolking
Het dorp had 131 inwoners op 31 december 2011 en 137 inwoners op 31 december 2021.